# Hugo Montenegro

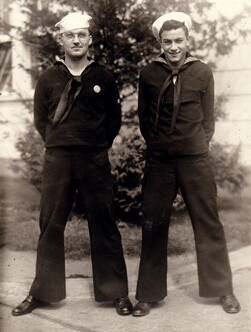
Frank Rodowicz & Hugo Montenegro, 1944

Hugo Montenegro (* 2. September 1925 in New York; † 6. Februar 1981 in Palm Springs, Kalifornien) war ein US-amerikanischer Arrangeur, Komponist und Orchesterleiter.

## Karriere
Sein Talent entwickelte er bereits während seiner Armeezeit. Er studierte am Manhattan College und war für André Kostelanetz tätig. 1955 ging er zu RCA Records und arbeitete in diesen Funktionen u. a. für Harry Belafonte. Dreizehn Jahre machte er Schallplatten mit romantischer Unterhaltungsmusik, ohne jemals einen Hit zu haben.
Er ging dann nach Hollywood und arbeitete für den Film. Erst 1968 kam er auf die Idee, ganz gezielt den Sound und die Arrangements seines Orchesters dem Publikumsgeschmack anzupassen. Er verwendete fortan elektrische Gitarren und ein Schlagzeug und landete mit seiner Cover-Version der Ennio-Morricone-Komposition The Good, the Bad and the Ugly aus dem gleichnamigen Italo-Western (deutsch Zwei glorreiche Halunken) 1968 einen Hit in den britischen und US-Billboard-Charts. Ungewöhnlich war zur damaligen Zeit insbesondere der Einsatz einer elektrischen Violine sowie die Verwendung einer Pikkolo-Trompete (gespielt von Manny Klein) und einer elektronischen Mundharmonika. Auf der Okarina spielte Arthur Smith, das Pfeifen stammte von Muzzy Marcellino, dazu kamen eigenartige Laute einer Gesangsgruppe.
Mit diesem Song, der in vielen internationalen Hitparaden vertreten war und u. a. in England Platz 1 und in den USA Platz 2 erreichte, schuf er einen Millionenseller und Evergreen. Weiteren Erfolg hatte er auch mit seiner Musik zur Fernsehserie Bezaubernde Jeannie sowie der Musik für die Marlboro Country-Werbekampagne.
Am 6. Februar 1981 starb er in Palm Springs an einem Lungenleiden (chronisch obstruktive Lungenerkrankung).

## Filmografie (Auswahl)
- 1966–1970: Bezaubernde Jeannie (I Dream of Jeannie, Fernsehserie)
- 1967: Wenn Killer auf der Lauer liegen (The Ambushers)
- 1967: Morgen ist ein neuer Tag (Hurry Sundown)
- 1968: Die Lady in Zement (Lady In Cement)
- 1969: Rollkommando (The Wrecking Crew)
- 1969: Charro!
- 1969: Die Unbesiegten (The Undefeated)
- 1969: Viva Max!

## Diskografie (Auswahl)

### Alben
| Jahr | Titel                                                                                           | Höchstplatzierung, Gesamtwochen, AuszeichnungChartsChartplatzierungen (Jahr, Titel, Platzierungen, Wochen, Auszeichnungen, Anmerkungen) | Anmerkungen |
| Jahr | Titel                                                                                           | US | Anmerkungen |
| ---- | ----------------------------------------------------------------------------------------------- | --- | ----------- |
| 1966 | Original Music From The Man From U.N.C.L.E.                                                     | US52 (20 Wo.)US |             |
| 1968 | Music From "A Fistful Of Dollars" & "For A Few Dollars More" & "The Good, The Bad And The Ugly" | US9 Gold · (39 Wo.)US |             |
| 1968 | Hang ’Em High                                                                                   | US166 (5 Wo.)US |             |
| 1969 | Moog Power                                                                                      | US182 (4 Wo.)US |             |

### Singles
| Jahr | Titel Album | Höchstplatzierung, Gesamtwochen, AuszeichnungChartplatzierungen (Jahr, Titel, Album, Platzierungen, Wochen, Auszeichnungen, Anmerkungen) | Höchstplatzierung, Gesamtwochen, AuszeichnungChartplatzierungen (Jahr, Titel, Album, Platzierungen, Wochen, Auszeichnungen, Anmerkungen) | Höchstplatzierung, Gesamtwochen, AuszeichnungChartplatzierungen (Jahr, Titel, Album, Platzierungen, Wochen, Auszeichnungen, Anmerkungen) | Höchstplatzierung, Gesamtwochen, AuszeichnungChartplatzierungen (Jahr, Titel, Album, Platzierungen, Wochen, Auszeichnungen, Anmerkungen) | Anmerkungen |
| Jahr | Titel Album | DE | AT | UK | US | Anmerkungen |
| ---- | --- | --- | --- | --- | --- | ----------- |
| 1968 | The Good, The Bad And The Ugly Music From "A Fistful Of Dollars" & "For A Few Dollars More" & "The Good, The Bad And The Ugly" | DE14 (6 Wo.)DE | AT20 (4 Wo.)AT | UK1 (25 Wo.)UK | US2 Gold (Mastertone) · (22 Wo.)US |             |
| 1968 | Hang ’Em High | — | — | UK50 (1 Wo.)UK | US82 (5 Wo.)US |             |